# Апаче
Апаче (словен. Apače) је насеље и управно средиште истоимене општине Апаче, која припада Помурској регији у Републици Словенији.
По попису становништва из 2011. године, насеље Апаче имало је 528 становника.